# Trochoidea betulonensis
Trochoidea betulonensis es una especie de molusco gasterópodo de la familia Hygromiidae en el orden Stylommatophora.

## Distribución geográfica
Es  endémica de España.  